# Praça da Figueira
Praça da Figueira – duży plac w centrum Lizbony, w Portugalii. Jest to część dzielnicy Baixa, na obszarze miasta przebudowanego po trzęsieniu ziemi w Lizbonie w 1755.
W XVI wieku plac nie istniał, a większość jego powierzchni była zajęta przez Hospital Real de Todos os Santos (Szpital Królewski Wszystkich Święty), najważniejszy w mieście. W 1755, po wielkim trzęsieniu ziemi, który zniszczył większość Lizbony, szpital został znacznie uszkodzony. Został rozebrany około 1775.
Duży obszar poprzednio zajmowany przez szpital w Baixa został przekształcony w otwarty plac. Około 1885 roku duży zadaszony rynek o powierzchni 8000 m² został zbudowany. Rynek ten istniał do 1949 roku, kiedy to został zburzony. Od tego czasu jest to otwarta przestrzeń.
W 1971 roku pomnik z brązu przedstawiający króla Jana I (1357-1433), rzeźbiarza Leopoldo de Almeida, został odsłonięty na placu. Na pomniku znajdują się również medaliony z wizerunkami Nuno Álvares Pereira i João das Regras, dwie kluczowe postacie w rewolucji z 1385, które doprowadziły do wzmocnienia Jana I.
W latach 1999–2000, w czasie ostatniego remontu placu, pomnik został przeniesiony z centrum na rógu placu, tak aby był on widoczny z Praça do Comércio.
Praça da Figueira ma bardzo jednolity profil, z czteropiętrowymi budynkami z lat przebudowy dzielnicy Baixa. Budynki zajmowane są przez hotele, kawiarnie i kilka sklepów. Jest również ważnym węzłem komunikacyjnym z przystankiem autobusowym i stacją metra.